# Londonski Tower
Londonski Tower, uradno kraljeva palača in trdnjava njegovega veličanstva Tower of London, je zgodovinski grad na severnem bregu reke Temze v središču Londona v Angliji. Leži v londonskem okrožju Tower Hamlets, ki je ločeno od vzhodnega roba kvadratne milje City of London z odprtim prostorom, znanim kot Tower Hill. Ustanovljen je bil proti koncu leta 1066 kot del normanskega osvajanja. Beli stolp, po katerem je celoten grad dobil ime, je zgradil Viljem Osvajalec leta 1078 in je bil simbol zatiranja, ki ga je v Londonu izvajal nov normanski vladajoči razred. Grad je bil uporabljen tudi kot zapor od leta 1100 (Ranulf Flambard) do leta 1952 (dvojčka Kray), čeprav to ni bil njegov glavni namen. Veličastna palača na začetku svoje zgodovine je služila kot kraljeva rezidenca. Kot celota je stolp kompleks več stavb, postavljenih znotraj dveh koncentričnih obročev obrambnega obzidja in jarka. Bilo je več faz širitve, predvsem pod kralji Rihardom I., Henrikom III. in Edvardom I. v 12. in 13. stoletju. Splošna postavitev, vzpostavljena v poznem 13. stoletju, ostaja kljub poznejšim dejavnostim na mestu.
Londonski Tower je imel pomembno vlogo v angleški zgodovini. Večkrat je bil oblegan in nadzor nad njim je bil pomemben za nadzor države. Stolp je različno služil kot orožarna, zakladnica, menažerija, dom kraljeve kovnice, javni arhiv in dom kronskih draguljev Anglije. Od zgodnjega 14. stoletja do vladavine Karla II. v 17. stoletju je ob kronanju monarha potekala procesija od stolpa do Westminstrske opatije. V odsotnosti monarha je za grad zadolžen nadzornik Towerja. To je bil močan in zaupanja vreden položaj v srednjem veku. V poznem 15. stoletju sta bila v stolpu na gradu nastanjena princa, ko sta skrivnostno izginila, domnevno umorjena. Pod Tudorji se je stolp manj uporabljal kot kraljeva rezidenca in kljub poskusom, da bi grad ponovno utrdili in popravili, je njegova obramba zaostajala za razvojem topništva.
Vrhunec uporabe gradu kot zapora je bilo v 16. in 17. stoletju, ko so bile številne osebnosti, ki so padle v nemilost, na primer Elizabeta I. Angleška, preden je postala kraljica, sir Walter Raleigh in Elizabeth Throckmorton, zaprti znotraj njegovih zidov. Ta uporaba je privedla do izraza »poslan v stolp«. Kljub trajnemu slovesu mesta mučenja in smrti, ki so ga popularizirali verski propagandisti iz 16. stoletja in pisci iz 19. stoletja, je bilo pred svetovnima vojnama v 20. stoletju znotraj stolpa usmrčenih le sedem ljudi. Usmrtitve so pogosteje izvajali na zloglasnem Tower Hillu severno od gradu, kjer se jih je v 400-letnem obdobju zgodilo 112. V drugi polovici 19. stoletja so se ustanove, kot je Kraljeva kovnica, preselile iz gradu na druge lokacije, zaradi česar so številne stavbe ostale prazne. Anthony Salvin in John Taylor sta izkoristila priložnost in obnovila stolp v srednjeveški videz, s čimer sta odstranila številne prazne postsrednjeveške strukture.
V prvi in drugi svetovni vojni je bil stolp ponovno uporabljen kot zapor in je bil priča usmrtitvam 12 moških zaradi vohunjenja. Po drugi svetovni vojni so popravili škodo med Blitzom in grad ponovno odprli za javnost. Danes je Londonski Tower ena najbolj priljubljenih turističnih znamenitosti v državi. Pod ceremonialnim vodstvom nadzornika stolpa, ki ga upravlja rezidenčni guverner Londonskega Towra in skrbnik hiše draguljev, varujejo pa ga stražarji Yeomen, za lastnino skrbi dobrodelna organizacija Historic Royal Palaces in je zaščitena kot območje svetovne dediščine.

## Arhitektura

### Lega
Stolp je bil usmerjen s svojo najmočnejšo in najbolj impresivno obrambo, ki je gledala na saški London, kar arheolog Alan Vince meni, da je bilo namerno. Vizualno bi prevladoval nad okolico in izstopal v prometu na reki Temzi. Grad sestavljajo trije »oddelki« oziroma ograde. Najbolj notranji oddelek vsebuje Beli stolp in je najzgodnejša faza gradu. Na severu, vzhodu in zahodu ga obkroža notranji oddelek, zgrajen v času vladavine Riharda I. (1189–1199). Končno je tu še zunanji del, ki obsega grad in je bil zgrajen pod Edvardom I. Čeprav je bilo več faz širitve, potem ko je Viljem Osvajalec ustanovil Londonski Tower, je splošna postavitev ostala enaka, odkar je Edvard I. leta 1285 dokončal svojo obnovo.
Grad obsega površino skoraj 4,9 hektarja z nadaljnjimi 2,4 ha okoli stolpa, ki sestavljajo Tower Liberties – zemljišče pod neposrednim vplivom gradu in očiščeno zaradi vojaških razlogov. Predhodnik Liberties je bil postavljen v 13. stoletju, ko je Henrik III. ukazal, da se pas zemlje ob gradu ohrani prazen. Kljub priljubljeni fikciji Londonski Tower nikoli ni imel stalne mučilne sobe, čeprav je bila v kasnejših obdobjih v kleti Belega stolpa. Tower Wharf je bil zgrajen na bregu Temze pod Edvardom I. in je bil razširjen na sedanjo velikost med vladavino Riharda II. (1377–1399).

## Beli stolp
Beli stolp je utrdba (znana tudi kot keep), ki je bila pogosto najmočnejša struktura v srednjeveškem gradu in je vsebovala prenočišča, primerna za gospoda – v tem primeru kralja ali njegovega predstavnika. Po besedah vojaškega zgodovinarja Allena Browna je bil »veliki stolp [Beli stolp] zaradi svoje moči, veličastnosti in gosposke namestitve tudi donjon par excellence«. Kot ena največjih znamenitosti v krščanskem svetu je bil Beli stolp opisan kot »najpopolnejša palača iz 11. stoletja v Evropi«.
Beli stolp, brez štrlečih vogalnih stolpov, meri 36 krat 32 metrov ob vznožju in je visok 27 m na južnem obzidju. Objekt je bil prvotno visok v treh nadstropjih in je obsegal klet, vhod in nadstropje. Vhod, kot je običajno v normanskih trdnjavah, je bil nad tlemi, v tem primeru na južni strani, do njega pa se je dostopalo po lesenem stopnišču, ki bi ga bilo mogoče odstraniti v primeru napada. Verjetno so med vladavino Henrika II. (1154–1189) na južni strani stolpa dodali predzidavo, da bi zagotovili dodatno obrambo vhodu, vendar ni ohranjena. Vsako nadstropje je bilo razdeljeno na tri dvorane, največjo na zahodu, manjšo sobo na severovzhodu in kapelo, ki je zavzemala vhod in zgornja nadstropja na jugovzhodu. Na zahodnih vogalih stavbe so kvadratni stolpi, medtem ko je na severovzhodnem okroglem stolpu spiralno stopnišče. Na jugovzhodnem vogalu je večji polkrožni rizalit, v katerega je vpeta apsida kapele. Ker je bila stavba mišljena kot udobno bivališče in utrdba, so v stene vgradili stranišča, toploto pa so zagotavljala štiri ognjišča.
Glavni gradbeni material je kentski ragstone (vrsta apnenca), čeprav je bilo uporabljenih tudi nekaj lokalnega kamna. Caenski kamen je bil uvožen iz severne Francije, da bi zagotovil podrobnosti na fasadi stolpa, čeprav je le malo originalnega materiala preživelo, saj so ga v 17. in 18. stoletju zamenjali s portlandskim kamnom. Kamen Reigate je bil uporabljen tudi kot klesanec in za izrezljane detajle. Njegova lokacija, v nižjih slojih stavbe in na višjih ravneh, ki ustrezajo prelomu stavbe, nakazuje, da je bil zlahka dostopen in da je bil morda uporabljen, ko je bil dostop do Caenskega kamna omejen. Ker je bila večina oken v stolpu povečana v 18. stoletju, sta ostala samo dva originalna – čeprav obnovljena – primera, v južni steni na nivoju galerije.
Stolp je bil terasasto povezan s stranico hriba, zato je severna stran kleti delno pod nivojem tal. Kot je bilo značilno za večino utrdb, je bilo spodnje nadstropje klet, ki se je uporabljala za shranjevanje. V eni od sob je bil vodnjak. Čeprav je postavitev ostala enaka od izgradnje stolpa, je notranjost kleti večinoma iz 18. stoletja, ko so znižali tla in zamenjali obstoječe lesene oboke z opečnimi. Klet je osvetljena skozi majhne reže.
Vhodno nadstropje je bilo verjetno namenjeno za uporabo nadzornika Towra, poročnika londonskega Towra in drugih pomembnih uradnikov. Južni vhod je bil blokiran v 17. stoletju in ponovno odprt šele leta 1973. Tisti, ki so se odpravili v zgornje nadstropje, so morali skozi manjšo komoro na vzhodu, prav tako povezano z vhodnim nadstropjem. Kripta kapele sv. Janeza je zasedala jugovzhodni vogal in je bila dostopna le iz vzhodne dvorane. V severni steni kripte je vdolbina; po besedah Geoffreyja Parnella, skrbnika zgodovine stolpa v Kraljevi orožarni, »oblika brez oken in omejen dostop nakazujeta, da je bila zasnovan kot skladišče za varno hrambo kraljevih zakladov in pomembnih dokumentov«.
Zgornje nadstropje je vsebovalo veliko dvorano na zahodu in stanovanjsko dvorano na vzhodu – obe sta bili prvotno odprti do strehe in obdani z galerijo, vgrajeno v steno – ter kapelo sv. Janeza na jugovzhodu. Zgornje nadstropje je bilo dodano v 15. stoletju, skupaj s sedanjo streho. Kapela sv. Janeza ni bila del prvotne zasnove Belega stolpa, saj je bil apsidalni rizalit zgrajen po stenah kleti. Zaradi sprememb v funkciji in oblikovanju od izgradnje stolpa je razen kapele le malo ostalo od prvotne notranjosti. Trenutni goli in neokrašeni videz kapele spominja na to, kakšna bi bila v normanskem obdobju. V 13. stoletju, med vladavino Henrika III., je bila kapela okrašena z okrasjem, kot je zlato pobarvan križ in vitraži, ki so upodabljali Devico Marijo in Sveto Trojico.

### Najbolj notranji oddelek
Najbolj notranji oddelek obdaja območje neposredno južno od Belega stolpa, ki se razteza do nekdaj obrobja reke Temze. Tako kot pri drugih gradovih, kot je Hen Domen iz 11. stoletja, je bil najbolj notranji del verjetno zapolnjen z lesenimi stavbami. Kdaj natanko so kraljeva prenočišča začela posegati iz Belega stolpa v najbolj notranji del, ni gotovo, čeprav se je to zgodilo v 1170. letih. Prenočišča so bila prenovljena in izdelana v 1220-ih in 1230-ih, tako da so postala primerljiva z drugimi razkošnimi rezidencami, kot je grad Windsor. Gradnja stolpov Wakefield in Lanthorn, ki sta na vogalih obzidja najbolj notranjega oddelka ob reki, se je začela okoli leta 1220. Verjetno sta služila kot zasebni rezidenci za kraljico oziroma kralja.
Najzgodnejši dokaz o tem, kako so bile okrašene kraljeve sobane, izhaja iz obdobja vladavine Henrika III.: kraljičina sobana je bila pobeljena in poslikana s cvetjem in imitacijo kamna. Velika dvorana je obstajala na jugu oddelka, med obema stolpoma. Bila je podobna, čeprav nekoliko manjša od tiste, ki jo je prav tako zgradil Henrik III. na gradu Winchester. V bližini stolpa Wakefield so bila stranska vrata, ki so omogočala zasebni dostop do kraljevih stanovanj. Najbolj notranji oddelek je bil prvotno obdan z zaščitnim jarkom, ki so ga zasuli do leta 1220. Približno v tem času so na oddelku zgradili kuhinjo. Med letoma 1666 in 1676 je bil najbolj notranji oddelek preoblikovan, stavbe palače pa odstranjene. Območje okoli Belega stolpa je bilo očiščeno, tako da bi moral vsak, ki bi se mu približal, prečkati odprto zemljo. Hiša draguljev je bila porušena, kronski dragulji pa so se preselili v Martin Tower.

### Notranji oddelek
Notranji oddelek je bil ustvarjen med vladavino Riharda I. Levjesrčnega, ko je bil izkopan jarek zahodno od najbolj notranjega oddelka, kar je dejansko podvojilo velikost gradu. Henrik III. je ustvaril vzhodno in severno steno oddelka, dimenzije oddelka pa so ostale do danes. Večina Henrikovega dela je ohranjena in le dva od devetih stolpov, ki jih je zgradil, sta bila popolnoma obnovljena. Med Wakefield in Lanthorn Towers najbolj notranja stena oddelka služi tudi kot kurtina za notranji oddelek. Glavni vhod v notranji oddelek bi bil skozi vratarnico, najverjetneje v zahodni steni na mestu, kjer je danes stolp Beauchamp. Zahodno kurtino notranjega oddelka je obnovil Edvard I. Stolp Beauchamp iz 13. stoletja označuje prvo obsežno uporabo opeke kot gradbenega materiala v Britaniji po odhodu Rimljanov v 5. stoletju. Stolp Beauchamp je eden od 13 stolpov kurtine. V smeri urinega kazalca od jugozahodnega kota so: Bell, Beauchamp, Devereux, Flint, Bowyer, Brick, Martin, Constable, Broad Arrow, Salt, Lanthorn, Wakefield in Krvavi stolp. Medtem ko so ti stolpi zagotavljali položaje, s katerih se je lahko sprožil bočni ogenj proti potencialnemu sovražniku, so bili v njih tudi bivališča. Kot že ime pove, je bil v Bell zvonik, katerega namen je bil sprožiti alarm v primeru napada. Kraljevi izdelovalec lokov, odgovoren za izdelavo dolgih lokov, samostrelov, katapultov in drugega oblegovalnega in ročnega orožja, je imel delavnico v stolpu Bowyer. Stolp na vrhu stolpa Lanthorn je bil uporabljen kot svetilnik za promet, ki se je ponoči približeval stolpu.
Zaradi Henrikove širitve je bila v grad vključena normanska kapela sv. Petra ad Vinkula, ki je prej stala zunaj stolpa. Henrik je okrasil kapelo z dodajanjem zastekljenih oken in klopi za sebe in svojo kraljico. Ponovno jo je zgradil Edvard I. po ceni več kot 300 funtov in ponovno Henrik VIII. leta 1519; sedanja stavba je iz tega obdobja, čeprav je bila kapela prenovljena v 19. stoletju. Takoj zahodno od stolpa Wakefield je bil Bloody Tower zgrajen istočasno kot kurtina notranjega oddelka in kot vodna vrata so omogočala dostop do gradu z reke Temze. Bila je preprosta stavba, zaščitena z zapornico in vrati. Bloody Tower je svoje ime dobil v 16. stoletju, saj naj bi bil kraj umora princev v stolpu. Med letoma 1339 in 1341 so v kurtino med zvonikom in Salt stolpom zgradili vratarnico. V obdobju Tudorjev je bila vzdolž notranjosti severnega notranjega oddelka zgrajena vrsta stavb za skladiščenje streliva. Grajska poslopja so bila predelana v obdobju Stuartov, večinoma pod okriljem orožniškega urada. Leta 1663 je bilo nekaj več kot 4000 funtov porabljenih za gradnjo novega skladišča (zdaj znanega kot Nova orožarna) v notranjem oddelku. Gradnja Velikega skladišča severno od Belega stolpa se je začela leta 1688, na istem mestu kot propadajoče skladišče Tudorjev; uničil ga je požar leta 1841. Blok Waterloo, nekdanja vojašnica v slogu neogotskega okrašenega zidu z domačimi tudorskimi detajli je bila zgrajena na tem mestu in je ostala do danes, v njej pa so v pritličju kronski dragulji.

### Zunanji oddelek
Tretji oddelek je bil ustvarjen med razširitvijo Edvarda I. na stolp, saj je ozko ograjen prostor popolnoma obkrožal grad. Istočasno je bil na severozahodnem vogalu gradu zgrajen bastijon, znan kot Legge's Mount. Brass Mount, bastijon v severovzhodnem kotu, je bil kasnejši dodatek. Trije pravokotni stolpi vzdolž vzhodne stene, 15 metrov narazen, so bili razstavljeni leta 1843. Čeprav so bastijone pogosto pripisovali obdobju Tudorjev, ni dokazov, ki bi to podprli; arheološke raziskave kažejo, da je Legge's Mount iz časa vladavine Edvarda I. Obzidje s prsobrani na južni strani Legge's Mount so edini ohranjeni srednjeveški prsobrani v Londonskem Towru (preostala so viktorijanska nadomestila). Nov 50-metrski jarek je bil izkopan onkraj novih meja gradu; prvotno je bil v sredini 4,5 metra globlji kot danes. Z dodatkom nove kurtine je bil stari glavni vhod v Londonski Tower zakrit in odveč; nov vhod je nastal v jugozahodnem vogalu zunanjega obzidja. Kompleks je bil sestavljen iz notranje in zunanje vratarnice ter barbakana, ki je postal znan kot Levji stolp, saj je bil vsaj od leta 1330 povezan z živalmi kot del kraljeve menažerije. Levji stolp sam ni več ohranjen.
Edward je južno stran Londonskega Towra razširil na zemljišče, ki ga je prej potopila reka Temza. V tem obzidju je med letoma 1275 in 1279 zgradil Tomažev stolp; pozneje znana kot Vrata izdajalcev, je nadomestil Krvavi stolp kot vodna vrata gradu. Stavba je edinstvena v Angliji, najbližja vzporednica pa so danes porušena vodna vrata v pariškem Louvru. Dok je bil pokrit z režami za puščice za primer napada na grad z reke; na vhodu so bila tudi dvižna vrata za nadzor vstopa. V prvem nadstropju so bila razkošna prenočišča. Edward je v Tower preselil tudi kraljevo kovnico; njena natančna lokacija na začetku ni znana, čeprav je bila verjetno v zunanjem delu ali v Levjem stolpu. Do leta 1560 je bila kovnica locirana v stavbi v zunanjem delu blizu Salt Towra. Med letoma 1348 in 1355 so bila vzhodno od stolpa svetega Tomaža dodana druga vodna vrata, Cradle Tower, za kraljevo zasebno uporabo.

## Trdnjava kot zapor
Trdnjava je svojega prvega zapornika sprejela leta 1100. Med uglednimi priporniki so bili poraženi škotski in francoski kralji, plemiči in cerkveni dostojanstveniki.
V trdnjavi je bilo zaprtih na tisoče posameznikov, vendar pa je bilo znotraj obzidja obglavljenih samo pet žensk (Ana Boley, Jane Gray, Katarina Howard,...) in dva moška, tako so bili obvarovani javne usmrtitve.
Ostale usmrtitve, po navadi z obglavljanjem, so potekale na bližnjem griču Tower Hill. Usmrtitve so spremljale velike množice. Odsekano glavo so nato nasadili na kol in jo kot svarilo drugim razkazovali na mostu znanem kot Tower Bridge. Truplo so odnesli v trdnjavo, kjer so ga pod kapelo pokopali.
Zadnje obglavljenje na Tower Hillu je potekalo leta 1747, zadnja žrtev pa je znotraj obzidja umrla avgusta 1941.

## Legenda o krokarjih
Karel II. je prvi zahteval, da je treba krokarje, ki živijo v trdnjavi zaščititi. Legenda o krokarjih pravi, da bosta kraljestvo in trdnjava padla, če krokarji kdaj zapustijo trdnjavo. Prav iz tega razloga imajo pristrižena krila in posebnega oskrbnika.

## Duhovi v Towru
Zgodovina utrdbe je krvava in kruta. V ječi je bilo veliko ljudi mučenih, obtoženih brez dokazov, kasneje pa ubitih nasilne smrti. Prav zato Tower velja za grad v Angliji z največ duhovi in prikaznimi.
Verjetno najbolj znana je prikazen Anne Boley, katero naj bi videlo tudi več obiskovalcev utrdbe. Bila je žena angleškega kralja Henrika VIII., ki jo je dal usmrtiti, ker se je želel ponovno poročiti. Njen obglavljen trup naj bi še vedno taval po hodnikih utrdbe in iskal nezvestega moža.
Še dva zelo znana, tako imenovana »anonimna« duhova, katerima preprosto pravijo Gray Lady (Siva gospa) in White Lady (Bela gospa). Tudi ta dva, naj bi bila brezglava.
Nasploh naj bi bili po navadi duhovi videni brez glave, saj je bila večina ujetnikov obglavljenih.
Veliko obiskovalcev prav tako trdi, da so ob ogledu grajske ječe slišali obupane krike, rožljanje verig in jok nekdanjih zapornikov.

## Galerija
- Kraljevi pečat
- White tower

## Kraljevi dragulji
Tradicija hrambe kronskih draguljev v Londonskem Towru verjetno izvira iz vladavine Henrika III. (1216–1272). Hiša draguljev je bila zgrajena posebej za namestitev kraljevih regalij, vključno z dragulji, ploščami in simboli kraljevine, kot so krona, žezlo in meč. Ko je bilo treba zbrati denar, je zaklad lahko zastavil monarh. Zaklad je monarhu omogočal neodvisnost od aristokracije in je bil posledično skrbno varovan. Ustvarjen je bil nov položaj za skrbnika draguljev, orožarn in drugih stvari, ki je bil dobro nagrajen; v času vladavine Edvarda III. (1327–1377) je bil imetnik plačan 12 d na dan. Položaj je zrasel in je vključeval druge dolžnosti, vključno z nakupom kraljevih draguljev, zlata in srebra ter imenovanjem kraljevih zlatarjev in draguljarjev.
Leta 1649, v času angleškega Commonwealtha po usmrtitvi Karla I., je bila vsebina Hiše draguljev odtujena skupaj z drugo kraljevo lastnino, kot je odredil Cromwell. Kovinske predmete so poslali v kovnico, da bi jih pretalili in ponovno uporabili, krone pa so bile »popolnoma zlomljene in uničene«.
Ko je bila monarhija obnovljena leta 1660, so bili edini ohranjeni predmeti kronskih regalij žlica iz 12. stoletja in trije ceremonialni meči. (Nekateri kosi, ki so bili prodani, so bili pozneje vrnjeni kroni.) Ohranili so se podrobni zapisi starih regalij in za kronanje Karla II. leta 1661 so bile narejene zamenjave na podlagi risb iz časa Karla I. Za kronanje Karla II. so bili dragulji najeti, ker si državna blagajna ni mogla privoščiti, da bi jih nadomestila.
Leta 1669 je bila hiša draguljev porušena in kronski dragulji so se preselili v Martin Tower (do leta 1841). Tukaj so bili prikazani za ogled javnosti. To so izkoristili dve leti kasneje, ko jih je polkovnik Thomas Blood poskušal ukrasti. Blood in njegovi sostorilci so oskrbnika Hiše draguljev zvezali in mu zamazali usta. Čeprav so položili svoje roke na cesarsko državno krono, žezlo in kroglo, so bili izključeni, ko se je nepričakovano pojavil oskrbnikov sin in sprožil alarm.
Od leta 1994 so kronski dragulji na ogled v Hiši draguljev v bloku Waterloo. Nekatere kose je nekoč redno uporabljala kraljica Elizabeta II. Razstava vključuje 23.578 dragih kamnov, 800 let staro žlico za kronanje, krono svetega Edvarda (tradicionalno jo postavijo na glavo monarha ob kronanju) in cesarsko državno krono.